# Andrija Živković
Andrija Živković (em sérvio: Андрија Живковић; Nis, 11 de julho de 1996) é um futebolista sérvio que atua como ponta-direita. Atualmente defende o PAOK.

## Títulos
Partizan
- Superliga Sérvia: 2014-15
- Copa da Sérvia: 2015-16

Benfica
- Campeonato Português: 2016–17, 2018–19
- Taça de Portugal: 2016-17
- Supertaça de Portugal: 2016, 2017

PAOK
- Campeonato Grego: 2023–24

- Copa da Grécia: 2021

Seleção Sérvia Sub-20
- Copa do Mundo FIFA Sub-20: 2015